# Stereo Mike
Stereo Mike, właśc. Michalis Eksarchos, gr. Μιχάλης Έξαρχος (ur. 1978 w Pireusie) – grecki raper, reprezentant Grecji podczas 56. Konkursu Piosenki Eurowizji w 2011 roku razem z Lukasem Jorkasem.

## Życiorys

### Wczesne lata
W wieku 18 lat Exarhos przeprowadził się do Londynu, aby studiować technologię muzyki oraz produkcję dźwiękową na uniwersytetach w Leeds i Westminster. Podczas studiów zaczął pracować jako producent dźwięku w Vault Recording Studios oraz jako producent w wytwórni AMG Records, z którą podpisał kontrakt płytowy.

### Kariera
W 2005 roku został nominowany do nagrody Mad Video Music Awards z kategorii „Najlepszy klip hip-hopowy” za teledysk do utworu „I polis”. Podczas gali wręczenia statuetek wystąpił gościnnie u boku Eleni Tsaligopulu. W tym samym roku rozpoczął pracę nad jednym z greckich programów rozrywkowych oraz podpisał kontrakt płytowy z wytwórnią muzyczną EMI Minos.
W maju 2006 roku wydał swój debiutancki album zatytułowany Satiri nomades. W 2007 roku wydał swój drugi album studyjny zatytułowany XLI3H. Rok później zdobył statuetkę MTV Europe Music Awards w kategorii „Najlepszy grecki wykonawca”, a także otrzymał dwie nominacje do nagrody Mad Video Music Awards w kategoriach „Najlepszy klip hip-hopowy” i „Teledysk roku”.
W lutym 2011 roku został ogłoszony jednym z sześciu finalistów krajowych eliminacji eurowizyjnych „Elinikos Telikos 2011”, do których zgłosił się z utworem „Watch My Dance” nagranym w duecie ze Lukasem Jorkasem. Na początku marca duet wystąpił podczas koncertu finałowego i zdobył ostatecznie największe poparcie jurorów i telewidzów, dzięki czemu wygrał możliwość reprezentowania Grecji podczas 56. Konkursu Piosenki Eurowizji organizowanego w Düsseldorfie. 10 maja duet wystąpił w pierwszym półfinale widowiska i z pierwszego miejsca zakwalifikował się do rundy finałowej, w którym zajęli ostatecznie siódme miejsce ze 120 punktami na koncie, w tym m.in. z maksymalną notą 12 punktów od Cypru. W lipcu tego samego roku wydał singiel „Ja proti fora”. W tym samym roku ukazała się trzecia płyta studyjna Eksarchosa zatytułowana Aneli3h.

## Dyskografia

### Albumy studyjne
- Satiri nomades (2004)
- XLI3H (2007)
- Aneli3h (2011)

### Single
- 2004 – „O Alos Bambis”
- 2004 – „I polis”
- 2007 – „Fewgo” (z Charisem Aleksiu)
- 2007 – „Des katara” (z Andrianą Bambali)
- 2008 – „Anagnorisi”
- 2008 – „Ali mia nichta” (z Shayą)
- 2009 – „Pirea mu”
- 2011 – „Watch My Dance” (z Lukasem Jorkasem)